# Kota Bangun
Kota Bangun is een bestuurslaag in het regentschap Medan van de provincie Noord-Sumatra, Indonesië. Kota Bangun telt 10.625 inwoners (volkstelling 2010).